# Birupes simoroxigorum
Genre
Espèce
Birupes simoroxigorum, unique représentant du genre Birupes, est une espèce d'araignées mygalomorphes de la famille des Theraphosidae.

## Distribution
Cette espèce est endémique du Sarawak en Malaisie,.

## Description
Le mâle holotype mesure 45,1 mm et la femelle paratype 45,5 mm.

## Publication originale
- Gabriel & Sherwood, 2019 : A new genus and species of theraphosid spider from Sarawak, Borneo (Araneae: Theraphosidae). Journal of the British Tarantula Society, vol. 34, no 1, p. 19-34.